# Aeroportul Jîtomîr
Aeroportul Jîtomîr (IATA: ZTR, ICAO: UKKV) este un aeroport din Jîtomîr, Zhytomyr urban hromada⁠(d), raionul Jîtomîr, regiunea Jîtomîr, Ucraina ce deservește zona Jitomir. A fost deschis în 1939.

## Infrastructură

### Piste
Aeroportul dispune de o singură pistă.